# Ольница (река)
О́льница (бел. О́льніца, Альні́ца) — река в Глусском районе Могилёвской области Белоруссии. Левый приток реки Доколька.
Начинается севернее деревни Боровище. Впадает в Докольку северо-западнее деревни Слободка (Хвастовичский сельсовет). Бо́льшая часть русла канализована. Высота истока над уровнем моря несколько превышает 157,6 м.
Длина реки составляет 13 км.